# Yvon Chotard
Pour les articles homonymes, voir Chotard.
Yvon Chotard, né le 25 mai 1921 à La Madeleine (Nord) et mort le 12 novembre 1998 à Colombes, est un éditeur et syndicaliste patronal français.

## Biographie

### Famille
Il est le fils de Joël Chotard, industriel du textile et maire de Grézieu-la-Varenne, dans le Rhône, de 1944 à 1978. 

### Jeunesse et formation
Il fait ses études au collège des jésuites de Lille, puis à l’université de Paris puis de Lyon. Licencié en droit, diplômé d’études supérieures de droit public, diplômé de l’École libre des sciences politiques de Paris, il obtient aussi un certificat d’études littéraires classiques.
Les noms de Joël et Yvon Chotard figurent dans les listes des petits contributeurs financiers du quotidien royaliste et nationaliste L'Action française de 1928 à la fin des années 1930. Son père a en effet été membre de l'Action française.

### Résistance
Le 11 novembre 1940, alors âgé de dix-neuf ans, il participe à la manifestation d’étudiants et de lycéens autour de l'arc de triomphe de l’Étoile pour commémorer la fête nationale, malgré l’occupation allemande. Il entre ensuite dans la Résistance au sein du réseau Alliance, dirigé par Georges Loustaunau-Lacau puis Marie-Madeleine Fourcade. Ce réseau recrutait alors dans les milieux de droite. Chotard est nommé responsable régional Marseille/Lyon du Commissariat général à la Jeunesse, tout en étant membre actif du réseau de résistance Alliance. 

### Carrière et engagements
En 1945, Yvon Chotard crée à Paris la maison d’édition France-Empire, spécialisée dans les récits sur la Seconde Guerre mondiale et sur la Résistance, qu’il dirige jusqu’en 1990. Il s’est associé ensuite aux éditions Droguet & Ardant et a créé en 1969 une seconde maison d‘édition consacrée à l’économie et à la gestion sous le nom de Chotard & Associés. Parmi les livres qui ont fait le succès de France-Empire, on peut citer, en particulier, Casabianca du commandant L'Herminier, Les Mémoires d’un agent secret du Colonel Rémy, plusieurs livres de Christian Bernadac sur les camps de la mort, Mon pays la France par le Bachaga Boualem. Chotard a fondé une collection « catholique », dirigée à partir de 1959 par son ami le romancier Michel de Saint-Pierre. Avec comme auteur-vedette Mgr Cristiani, l’ancien professeur d’histoire de Chotard à la Faculté catholique de Lyon.
En 1969, il devient président de la Commission paritaire du Syndicat des éditeurs, puis vice-président en 1970 et 1971 et président en 1972 et ce, jusqu’en 1988. Il préside également à partir de 1975 le Cercle de la Librairie, organisme patronal interprofessionnel du livre.
Tout en se consacrant à son métier, il s’est impliqué dans tout un ensemble d’activités d’ordre social, économique ou politique. 
Il est l'un des principaux animateurs à la Libération d'une société secrète nommée « S », un club de pensée composé de catholiques intransigeants né avant la guerre. Parmi lesquels d'autres patrons comme Jacques Warnier, son président depuis la fin de l'année 1945, président du Centre des jeunes patrons (CDJ) de 1947 à 1949, ou Guy Raclet, futur président du CDJ, l'ingénieur Maurice Cambois, le journaliste Jean de Fabrègues. Elle compte environ 70 membres en 1948 et semble disparaitre en 1952. 
Partisan de la construction européenne, il adhère en 1949 au Mouvement fédéraliste français La Fédération, est président de 1951 à 1952 du Groupe des Jeunes Chefs d’entreprise de La Fédération, dont il est membre du Comité directeur. En 1952, il fonde le mouvement d’action civique Jeune Chambre économique française (JCEF). Cette initiative est menée avec Jacques-Yves Toulouse, Michel Nicolaï, Bertrand Vernes, André Cotte, son ami, ancien du réseau Alliance, et Gilles Barast, secrétaire général de La Fédération. Ce dernier en sera le secrétaire général, après avoir quitté La Fédération et Yvon Chotard le premier président, jusqu’en juin 1956. Il garde ensuite le titre de président fondateur jusqu’à la fin de sa vie et ne cessera de veiller sur le mouvement. A l’échelon international, il est élu président du Conseil européen des Jeunes Chambres Economiques pour 1954 et devient vice-président de la Jeune chambre internationale (JCI) pour l’Europe et l’Afrique pour 1955/1956. En tant que chef de la délégation française, il participe à plusieurs congrès mondiaux de la JCI : Mexico en 1954, Edimbourg en 1955, Wellington en 1956, Tokyo en 1957, Minneapolis en 1958, Rio de Janeiro en 1959 et Puerto-Rico en 1961. C’est avec André Cotte et toute une équipe de Parisiens dirigée par lui, qu’il organise le XVIème Congrès de la JCI en 1960. Le président national, cette année-là, était Olivier Giscard d’Estaing. En 1961, à la suite du Congrès de Paris, Yvon Chotard a été promu « sénateur 0960 » de la JCI.
En 1955, il rejoint le comité directeur du Centre d'études politiques et civiques (CEPEC), animé notamment par Louis Salleron, ancien rédacteur en chef de Fédération. Sa maison d’édition publie des ouvrages de membres et de proches du CEPEC et de patrons catholiques. Il présente Michel de Saint-Pierre lors d'une conférence donnée par ce dernier à un dîner-débat du CEPEC en 1964. 
Il s'est opposé à l'indépendance de l'Algérie. Avec Georges Laederich, président du CEPEC, il participe au premier colloque de Vincennes en juin 1960. Réuni à l'initiative de Jacques Soustelle et Georges Bidault, ce colloque est la première tentative de fondation en métropole d'un groupe de pression pour s'opposer à toute négociation avec les indépendantistes algériens et défendre le maintien de l'Algérie dans la République française,. France-Empire publie entre 1962 et 1964 des ouvrages du bachaga Boualem, écrits pour défendre les harkis. Chotard a également mis en place un réseau de distribution de livres, via une SARL, la Sodafe, au capital de 10 000 francs, qui diffusa des ouvrages favorables à l’Algérie française de petites maisons d’éditions comme L’Esprit nouveau, les éditions Saint-Just, les éditions du Fuseau.
Il est successivement membre du comité directeur en décembre 1956, vice-président en 1958 puis président de mai 1965 à 1970 d'une organisation patronale catholique, le Centre français du patronat chrétien (CFPC). C’est pendant cette période qu’il crée l’ « École de Chef d’Entreprise » de ce groupement, devenu depuis 2000 le mouvement des Entrepreneurs et dirigeants chrétiens (EDC). Chotard a accepté la présidence du CFPC avec le souci de chercher le « niveau exact où nous devons intervenir pour que la doctrine à laquelle nous croyons ne soit pas seulement l’expression de quelques principes dont la valeur d’engagement serait relativement limitée », conscient qu’une partie des membres du CFPC commettent « l’erreur de limiter (leur action) à (une) proclamation de principes dont ils (n’ont) pas cherché l’application sinon dans leur entreprise du moins dans les organisations professionnelles et l’économie nationale ». C’est que le CFPC traverse alors une crise d’identité qui se traduit par des conceptions divergentes sur ce que doit être le CFPC : des patrons comme Raymond Dreux, vice-président, estiment qu’il doit servir avant tout à « fortifier intellectuellement et spirituellement chacun de ses adhérents » et que, dès lors, ses prises de positions doivent être rares, alors que d’autres, tel Chotard, entendent concilier « pensée et action » et faire appliquer l’enseignement social de l’Église dans l’entreprise et dans la Cité,. Il revendique sa « fidélité à la doctrine sociale de l'Église catholique, enseignée par les Pères Jésuites de Lille puis à la faculté catholique de Lyon ».
À compter de 1968, il est vice-président de l’École supérieure des sciences économiques et commerciales de la Chambre de Commerce et d’Industrie de Paris (ESSEC). De 1988 à 1998 il a été président de la fondation nationale pour l’enseignement de la gestion des entreprises (FNEGE).
Dès 1964, il est nommé membre du Conseil économique et social (CES) et y sera reconduit jusqu’à sa disparition. Il a participé aux travaux de différentes commissions : aménagement du territoire, activités sociales, économie régionale et travail. Il a été, en particulier, peu après sa nomination, rapporteur de la Commission de l’Aménagement du Territoire présidée par Philippe Lamour, le promoteur de l’opération d’aménagement du Bas Rhône-Languedoc. De plus, il a présidé de 1969 à 1998 le groupe des Entreprises privées du CES.
Chotard et Michel de Saint-Pierre ont collaboré ensemble durant 15 ans, de la collection « Catholique » des éditions France-Empire à la publication à partir de 1968 sous l’égide du Club de la culture française, dirigé par Michel Aumônier, un « vieil ami » de Chotard, d’ouvrages de  Marcel de Corte, Pierre Debray et Béatrice Sabran dénonçant les « extravagances liturgiques ou les orientations progressistes de certains milieux d’Eglise ». Le Club de la culture française, fondé avec Pierre Debray et présidé par Saint-Pierre, avec l’aide du club du livre civique, lié à la Cité catholique de Jean Ousset, organisa des conférences à Paris, salle des horticulteurs, dans le VIIe, avec Gustave Thibon et Louis Salleron, ainsi qu’un meeting à la Mutualité en avril 1966 de catholiques de droite opposés aux communistes, aux chrétiens progressistes et aux réformes liturgiques et pastorales de Vatican II (avec Ousset, Jean Madiran, Saint-Pierre).
Il intègre le comité directeur du Conseil national du patronat français (CNPF) en tant que vice-président puis président du CFPC. La direction du syndicat patronal le charge en mai 1968 d'établir une liaison avec les évêques, et notamment avec l'archevêque de Paris. Il fait alors partie d'un groupe au sein du CNPF dirigé par Ambroise Roux et chargé d'aider les négociateurs patronaux des accords de Grenelle. En 1971 et 1972, il préside la Commission Enseignement-formation du CNPF. De 1972 à 1986, il est vice-président de ses instances dirigeantes et président de la commission sociale, épaulé par un directeur général, Jean Neidinger, qu'il a connu au temps de Vichy et de la résistance. Il s’y est affirmé comme un négociateur hors pair, ayant su conquérir l’estime des syndicats de salariés et devenant le symbole des « plus riches heures de la politique contractuelle interprofessionnelle », signant avec les syndicats de nombreux accords sur la sécurité de l'emploi, la mensualisation, la formation professionnelle, l'assurance-chômage. Mais combattant aussi certaines lois sociales des gouvernements socialistes, comme les Lois Auroux ,. Il fait partie au sein du CNPF des patrons minoritaires mais influents qui évoluent au début des années 1970 vers l'idée d'un contrôle voire d'un arrêt des flux migratoires de travail. La mise en place d'un tel contrôle par le gouvernement a lieu en 1974, avec l'aval du CNPF. De 1981 à 1986, il est premier vice-président du CNPF. Il échoue cependant à en prendre la présidence par deux fois. D'abord en 1981 : c'est son rival Yvon Gattaz qui est élu à la suite d'un accord, évitant la « guerre des deux Yvon ». Chotard et Gattaz s'opposent ensuite au sein du CNPF sur la stratégie à adopter face aux gouvernements socialistes de François Mitterrand ; Chotard le trouve trop conciliant à l'égard de la politique gouvernementale. Il est ensuite battu en 1986 par François Perigot,. 
En 1987, il est nommé par le Premier ministre Jacques Chirac représentant permanent de la France auprès de l’Organisation internationale du travail (OIT), une agence de l'ONU dont le siège est à Genève et dont le secrétariat est assuré par le Bureau International du Travail (BIT). Fait rarissime, il est élu, aux deux tours de rôle successifs de l’Europe, président du Conseil d‘administration de l’OIT en 1991/1992 et en 1995/1996.
En 1994, le Premier ministre Édouard Balladur le charge de présider le comité préparatoire au Sommet social des chefs d’État et de gouvernement qui doit se tenir à Copenhague.

### Vie privée
Il épouse Adeline Levère en avril 1943. Ils ont huit enfants, deux prématurément emportés par la maladie et un disparu avec sa femme dans la catastrophe aérienne de Charm el-Cheikh, en Égypte, le 3 janvier 2004[réf. souhaitée].

## Fonctions
- Création en 1945 des Éditions France-Empire à Paris qu’il dirigea jusqu’à 1990
- Il fonde en 1952 la Jeune Chambre Économique de Paris[29] qui se transforme en la Jeune Chambre Économique Française deux ans plus tard[30].
- Vice-président du CEPEC
- Président de section du Conseil économique et social de 1964 jusqu’à sa mort.
- Président du Centre chrétien des patrons et dirigeants d'entreprises français (CFPC), de 1965 à 1970
- Vice-président en 1971[31] puis président de 1975 à 1979 du Syndicat national de l'édition et du Cercle de la librairie
- De 1971 et 1972 il préside la commission Enseignement formation du Conseil national du patronat français (CNPF).
- De 1972 à 1986, il est vice-président du CNPF chargé des Affaires sociales
- Premier vice-président du CNPF de  1981 à 1986
- Délégué titulaire du gouvernement français au Conseil d'administration du Bureau international du travail de 1987 à 1998 ; il préside ce Conseil à deux reprises (1991-1992) et (1995-1996)[32].

## Œuvres
- Les patrons et le patronat (1986)
- Comment sauver la Sécurité sociale (1989)

## Décorations
- Commandeur de la Légion d'honneur[33]
- Grand officier de l'ordre national du Mérite
- Commandeur de l'ordre des Arts et des Lettres (1987)[34]
- Sénateur de la Jeune chambre internationale (Junior Chamber International)

## Sources
- Marie-Emmanuelle Chessel, Nicolas de Bemond d'Ars, André Grelon, L'entreprise et l'Évangile: Une histoire des patrons chrétiens, Presses de Sciences Po, 2018
- Collectif, Dictionnaire historique des patrons français, Flammarion, 2010
- Les papiers personnels d'Yvon Chotard sont conservés aux Archives nationales sous la cote 617AP [35]